# Abrostola microvalis
Abrostola microvalis är en fjärilsart som beskrevs av Ottolengui 1919. Abrostola microvalis ingår i släktet Abrostola och familjen nattflyn. Inga underarter finns listade i Catalogue of Life.